# フリードリヒ6世 (シュヴァーベン大公)
フリードリヒ6世（ドイツ語：Friedrich VI., 1167年2月 - 1191年1月20日）は、シュヴァーベン大公（在位：1170年 - 1191年）。アッコ包囲戦で戦死した。

## 生涯
フリードリヒ6世はイタリアのモディリアーナにおいて、神聖ローマ皇帝フリードリヒ1世とブルゴーニュ女伯ベアトリス1世の三男として生まれた。元の名はコンラートであったが、長兄シュヴァーベン大公フリードリヒ5世が1170年に死去した後にフリードリヒの名を継ぎ、シュヴァーベン大公位を兄より継承し、フリードリヒはホーエンシュタウフェン家で主要な名を持つ6人目のシュヴァーベン大公となった。
古い文献では、フリードリヒ6世の兄フリードリヒ5世はフリードリヒ6世と同一視されていたため、フリードリヒ5世は見落とされることがあり、従ってフリードリヒ6世をフリードリヒ5世とするものがあった。コンラートがフリードリヒ6世に改名したため、1172年に生まれた弟で後のシュヴァーベン大公のコンラート2世がコンラートと名付けられ、このことにより皇帝フリードリヒ1世の3人の息子の同定に混乱をきたしている。
皇帝フリードリヒ1世は息子フリードリヒ6世が未成年の間、デーゲンハルト・フォン・ヘレンシュタインをシュヴァーベン大公領の総督に任じた。1179年、フリードリヒ1世はフリードリヒ6世にシュヴァーベン大公領に加えて、バイエルン公ヴェルフ1世およびフレンドルフ伯ルドルフとの相続契約により獲得した上シュヴァーベンおよびバイエルンの領地を与えた。1181年ごろのフリードリヒ6世の紋章は、ライオンが確認できる最初のホーエンシュタウフェン家の紋章である。このデザインは1220年のシュヴァーベン大公ハインリヒ（後にローマ王ハインリヒ7世となる）のシールにも見られる。3匹のライオンのクレスト（紋章の飾り）のあるこのシールから派生したものが、バーデン＝ヴュルテンベルクの紋章に見られる。
1181年、フリードリヒ6世はデンマーク王ヴァルデマー1世の7歳の娘と婚約した。この娘がヴァルデマー1世のどの娘かははっきりしていない。しかし兄ハインリヒの結婚の後、新しくデンマーク王となったクヌーズ6世は持参金の半分の支払いを拒否し、皇帝フリードリヒ1世は1187年に結婚前のデンマーク王女（結婚の準備のためすでに5年間ドイツに滞在していた）を送り返した。このデンマーク王女はインゲボルグと考えられ（インゲボルグは1175年ごろの生まれで年齢が一致する）、後にフランス王フィリップ2世と不幸な結婚をすることとなる。
1184年5月20日にマインツで開かれた帝国集会において、フリードリヒ6世は兄ローマ王ハインリヒ6世と共に父フリードリヒ1世よりアコレード（騎士となる儀式）を直々に受けた。2人に負けじと皇帝の息子たちや多くの諸侯は例にならい2人や吟遊詩人に馬、貴重な衣服、金や銀の贈り物をした。その後ギールムと言われる乗馬試合が行われ、騎士たちは盾、旗、槍を振り回す技術を披露した。20,000人の参加者の中には、皇帝とその息子たちもいたとされる。翌日もその乗馬試合が続いた。次の週はインゲルハイムにおいて格闘試合が行われた。しかし嵐が起こり、テントや木造の教会が破壊され、参加者の中で死者が出た。これは神のしるしと解釈され、祝祭は終わりとなった。
1188年3月27日、フリードリヒ6世は父と共に第3回十字軍に参加することを宣誓した。1189年5月11日、フリードリヒ6世は十字軍ととにレーゲンスブルクより出発した。旅の途中でフリードリヒ6世はハンガリー王国に到着し、そこで父皇帝と同盟を結んでいるハンガリー王ベーラ3世の娘コンスタンツィアと婚約した。しかしフリードリヒ6世が十字軍で死去したため、この結婚も実現しなかった。その数年後の1198年に、コンスタンツィアはボヘミア王オタカル1世の2度目の妃となった。
フリードリヒ6世は父の十字軍に加わり、父が後衛を指揮する一方でフリードリヒ6世は先陣を指揮した。父の軍が攻撃を受けたのを聞き、フリードリヒ6世は父の軍を支援するため馬に乗り急ぎ戻った。しかし、フリードリヒ6世は1190年5月のフィロメリウムの戦いおよびイコニウムの戦いにおいても重要な役割を果たしていた。1190年6月10日にキリキア・アルメニア王国のサレフ川において父皇帝が死去した後、フリードリヒ6世はドイツ軍の指揮を執り、軍とともにアンティオキアを目指して南に向かった。多くの十字軍兵士がアンティオキアを去り故郷へと向かったが、フリードリヒ6世は残った兵とともにエルサレムへ向かおうと考えた。トリポリにおいて兵の多くがマラリアにかかり、1190年10月始めにアッコを包囲するためにフリードリヒ6世と共に到着したのはわずか700名ほどの騎士であった。アッコにおいてフリードリヒ6世は兄ハインリヒ6世に宛てて手紙を書き、アッコの病院を教皇に認めてもらうよう兄に依頼した。1191年1月20日、フリードリヒ6世もマラリアのため死去し、アッコに埋葬された。町はまだサラディンの軍に占領されていたため、残された十字軍は町に入ることができず、フリードリヒ6世の死の後、聖地を去った。